# Plhov (Samšina)
Plhov je malá vesnice, část obce Samšina v okrese Jičín. Nachází se asi 1,5 km na severozápad od Samšiny a skládá se z pěti částí (Mackov, U Kříže, Plhov, Šalanda a Bicánka). V roce 2014 zde bylo evidováno 44 adres. V roce 2001 zde trvale žilo 81 obyvatel.Je zde řada unikátních stavení a zákoutí. Není zde ale místo typu kostel nebo hospoda, které by spojovalo obyvatelé těchto pěti místních částí. Možná snad rybník s originálním plovoucím kolem a houfem ryb.

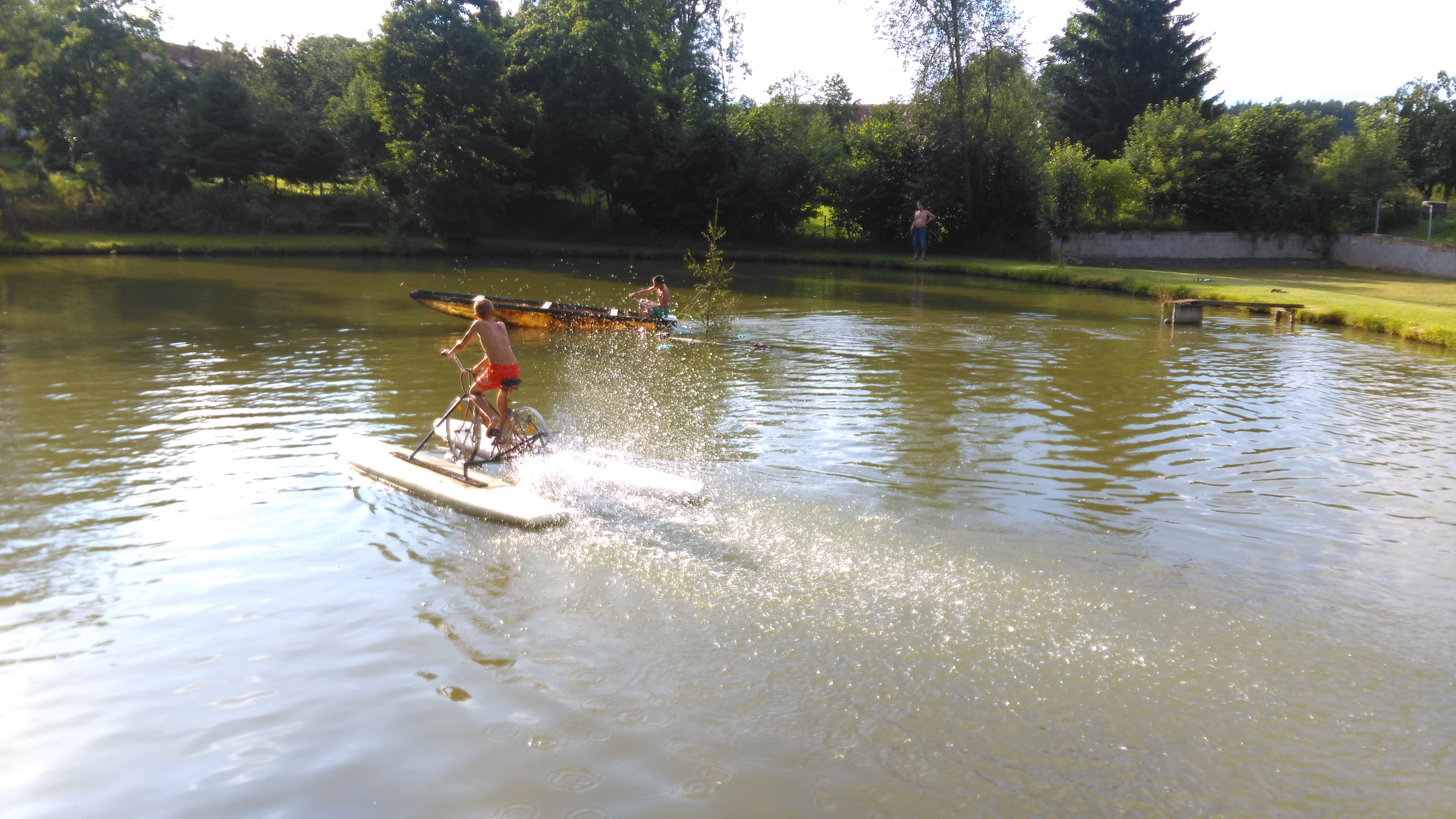
Kolo na vodě

Plhov je také název katastrálního území o rozloze 2,43 km2.